# Duvall Hecht
Duvall Young Hecht, född 23 april 1930 i Los Angeles, död 10 februari 2022 i Costa Mesa, var en amerikansk  roddare.
Hecht blev olympisk guldmedaljör i tvåa utan styrman vid sommarspelen 1956 i Melbourne.